# Meeuwen-Gruitrode
Meeuwen-Gruitrode is een voormalige gemeente in de provincie Limburg in Vlaanderen (België). Meeuwen-Gruitrode was een uitgestrekte gemeente van 9126 hectare en telde om en bij de 13.000 inwoners. De gemeente ontstond op 1 januari 1977 en behoort sinds 1 januari 2019 als deelgemeente samen met Opglabbeek tot de nieuwe fusiegemeente Oudsbergen.

## Geschiedenis
Op 23 februari 2016 kondigden de burgemeesters van Meeuwen-Gruitrode en Opglabbeek aan een fusie tussen beide gemeenten te willen onderzoeken. In november 2016 keurden de gemeenteraden een principieel akkoord goed om effectief te willen fuseren. De fusie moest ingaan op 1 januari 2019, volgend op de (gezamenlijke) gemeenteraadsverkiezingen van 14 oktober 2018.

## Geografie
Meeuwen-Gruitrode was een landelijke gemeente en bezat een grote rijkdom aan natuurlijke schatten, zoals de Oudsberg, een 95 meter hoge landduin, en grote natuurgebieden zoals Solterheide.

### Deelgemeenten
| # | Naam         | Opp. (km²) | Inwoners (2020) | Inwoners per km² | NIS-code |
| - | ------------ | ---------- | --------------- | ---------------- | -------- |
| 1 | Meeuwen      | 32,54      | 5.721           | 176              | 72040A   |
| 2 | Wijshagen    | 13,13      | 1.642           | 125              | 72040B   |
| 3 | Ellikom      | 5,79       | 1.198           | 207              | 72040C   |
| 4 | Gruitrode    | 36,88      | 3.694           | 100              | 72040D   |
| 5 | Neerglabbeek | 2,97       | 889             | 300              | 72040E   |

### Overige kernen
De gemeente omvat ook de gehuchten Muisven, Ophoven, Zoetebeek, Koestraat en Plokrooi.

## Demografie

### Demografische ontwikkeling
Alle historische gegevens hebben betrekking op de gemeente inclusief deelgemeenten, zoals ontstaan na de fusie van 1 januari 1977.
- Bronnen:NIS, Opm:1806 tot en met 1981=volkstellingen; 1990 en later= inwonertal op 1 januari

## Politiek

### Structuur
De gemeente Meeuwen-Gruitrode lag in het kieskanton Bree en het provinciedistrict Peer, het kiesarrondissement Hasselt-Tongeren-Maaseik (identiek aan de kieskring Limburg).
| Meeuwen-Gruitrode | Meeuwen-Gruitrode | Supranationaal         | Nationaal                         | Nationaal          | Gemeenschap       | Gewest            | Provincie         | Arrondissement           | Provinciedistrict | Kanton          | Gemeente          |
| ----------------- | ----------------- | ---------------------- | --------------------------------- | ------------------ | ----------------- | ----------------- | ----------------- | ------------------------ | ----------------- | --------------- | ----------------- |
| Administratief    | Niveau            | Europese Unie          | België                            | België             | Vlaanderen        | Vlaanderen        | Limburg           | Maaseik                  | Maaseik           | Maaseik         | Meeuwen-Gruitrode |
| Administratief    | Bestuur           | Europese Commissie     | Belgische regering                | Belgische regering | Vlaamse regering  | Vlaamse regering  | Deputatie         | Deputatie                | Deputatie         | Deputatie       | Gemeentebestuur   |
| Administratief    | Raad              | Europees Parlement     | Kamer van volksvertegenwoordigers | Vlaams Parlement   | Vlaams Parlement  | Vlaams Parlement  | Provincieraad     | Provincieraad            | Provincieraad     | Provincieraad   | Gemeenteraad      |
| Kiesomschrijving  | Kiesomschrijving  | Nederlands Kiescollege | Kieskring Limburg                 | Kieskring Limburg  | Kieskring Limburg | Kieskring Limburg | Kieskring Limburg | Hasselt-Tongeren-Maaseik | Peer              | Bree            | Meeuwen-Gruitrode |
| Verkiezing        | Verkiezing        | Europese               | Federale                          | Federale           | Vlaamse           | Vlaamse           | Provincieraads-   | Provincieraads-          | Provincieraads-   | Provincieraads- | Gemeenteraads-    |

### Geschiedenis

#### (Voormalige) Burgemeesters
Burgemeesters van Meeuwen-Gruitrode waren:
| Tijdspanne | Tijdspanne  | Burgemeester                   |
| ---------- | ----------- | ------------------------------ |
|            | 1977 - 1991 | Pol Feyen (GMBL / CVP)         |
|            | 1991 - 2003 | Henri Hoogmartens (CVP / CD&V) |
|            | 2003 - 2018 | Lode Ceyssens (CD&V)           |

#### Legislatuur 2013-2018
De laatste burgemeester was Lode Ceyssens van de CD&V. Deze partij had de meerderheid met 15 op 23 zetels.

#### Resultaten gemeenteraadsverkiezingen van 1976 tot en met 2012[3]
| Partij of kartel     | Partij of kartel              | 10-10-1976 | 10-10-1976 | 10-10-1982 | 10-10-1982 | 9-10-1988 | 9-10-1988 | 9-10-1994 | 9-10-1994 | 8-10-2000 | 8-10-2000 | 8-10-2006 | 8-10-2006 | 14-10-2012 | 14-10-2012 |
| Stemmen / Zetels     | Stemmen / Zetels              | %          | 21         | %          | 21         | %         | 21        | %         | 21        | %         | 23        | %         | 23        | %          | 23         |
| -------------------- | ----------------------------- | ---------- | ---------- | ---------- | ---------- | --------- | --------- | --------- | --------- | --------- | --------- | --------- | --------- | ---------- | ---------- |
|                      | GMBL1 / CVP2 / CD&V3          | 49,151     | 11         | 45,462     | 11         | 44,042    | 11        | 53,782    | 13        | 53,082    | 12        | 63,303    | 17        | 57,853     | 15         |
|                      | PVV1 / VLD2 / MG3             | 1,781      | 0          | -          |            | 7,881     | 1         | 31,12     | 7         | 46,922    | 11        | 20,602    | 5         | 17,793     | 4          |
|                      | Vlaams Blok1 / Vlaams Belang2 | -          |            | -          |            | -         |           | 4,241     | 0         | -         |           | 9,602     | 1         | 5,302      | 0          |
|                      | N-VA                          | -          |            | -          |            | -         |           | -         |           | -         |           | -         |           | 19,06      | 4          |
|                      | SP1 / sp.a2                   | 10,491     | 1          | 9,451      | 1          | 6,191     | 0         | -         |           | -         |           | 6,502     | 0         | -          |            |
|                      | CD1 / DMG2 / INZET3           | 38,591     | 9          | 22,52      | 4          | 18,892    | 4         | 7,863     | 1         | -         |           | -         |           | -          |            |
|                      | JONG1 / VU2                   | -          |            | 22,591     | 5          | 232       | 5         | 3,031     | 0         | -         |           | -         |           | -          |            |
| Totaal stemmen       | Totaal stemmen                | 5994       | 5994       | 7221       | 7221       | 7946      | 7946      | 8472      | 8472      | 9065      | 9065      | 9392      | 9392      | 9475       | 9475       |
| Opkomst %            | Opkomst %                     |            |            |            |            | 97,88     | 97,88     | 98,18     | 98,18     | 97,25     | 97,25     | 98,50     | 98,50     | 94,96      | 94,96      |
| Blanco en ongeldig % | Blanco en ongeldig %          | 3,29       | 3,29       | 5,21       | 5,21       | 4,32      | 4,32      | 5,59      | 5,59      | 6,5       | 6,5       | 3,71      | 3,71      | 4,08       | 4,08       |

De zetels van de gevormde coalitie staan vetjes afgedrukt.

Zie voor de gemeenteraadsverkiezingen van 2018 en later op de fusiegemeente Oudsbergen.

## Bezienswaardigheden

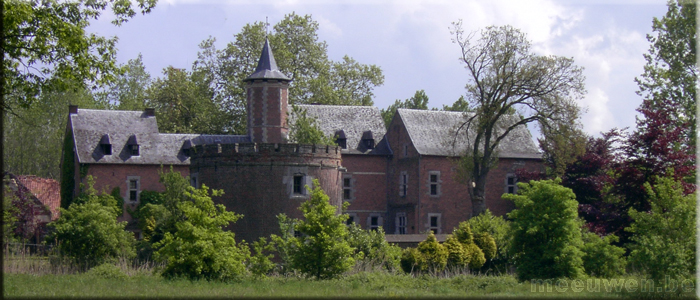
Commanderij van Gruitrode

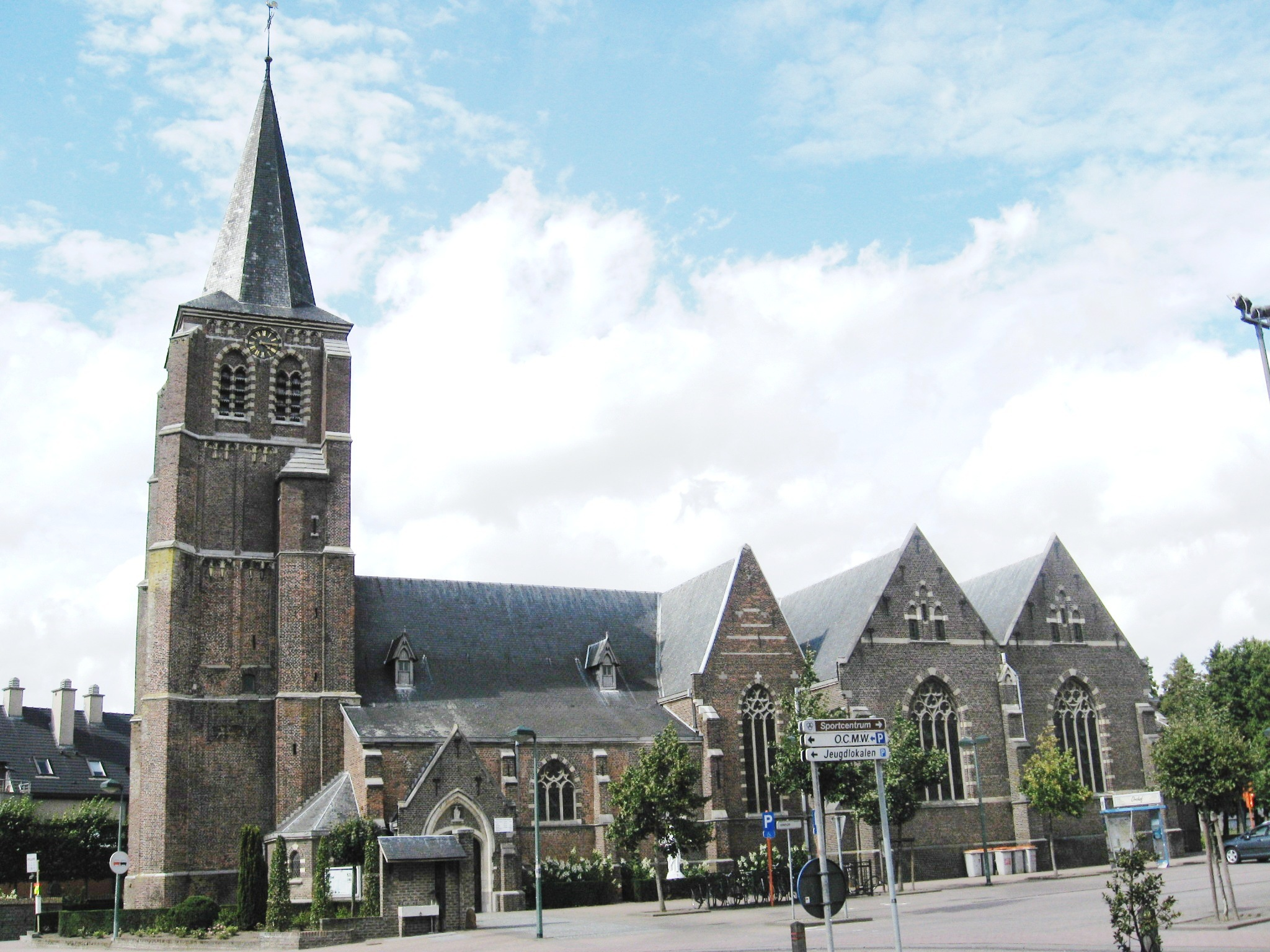
De Sint-Martinuskerk van Meeuwen

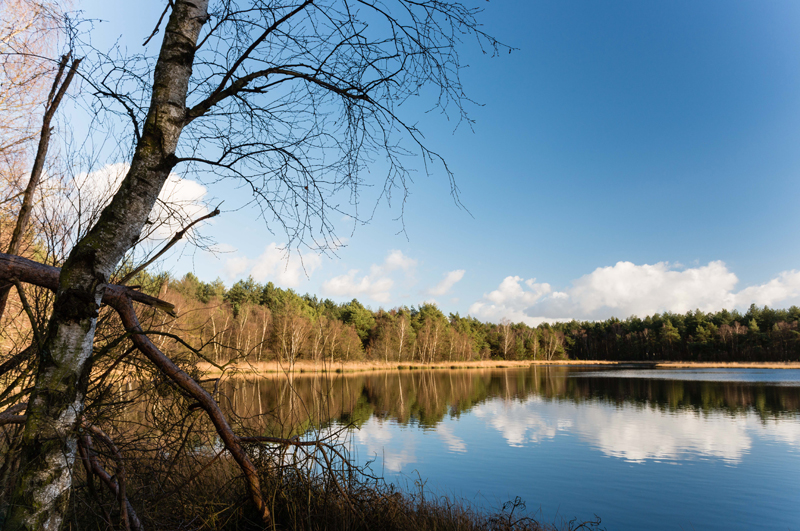
Ruiterskuilen in Duinengordel

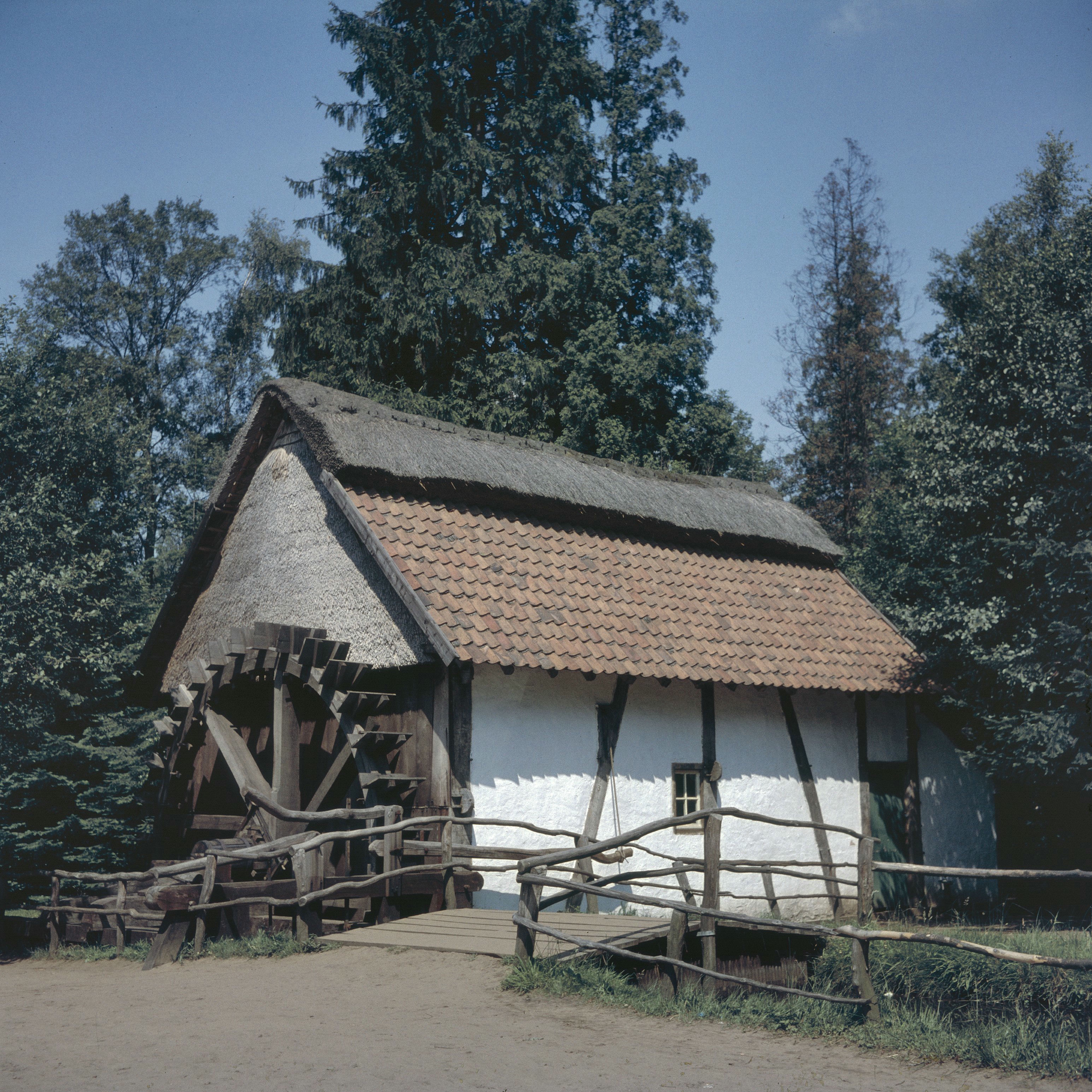
De slagmolen van Ellikom die zich sinds 1963 in het Provinciaal Domein Bokrijk bevindt

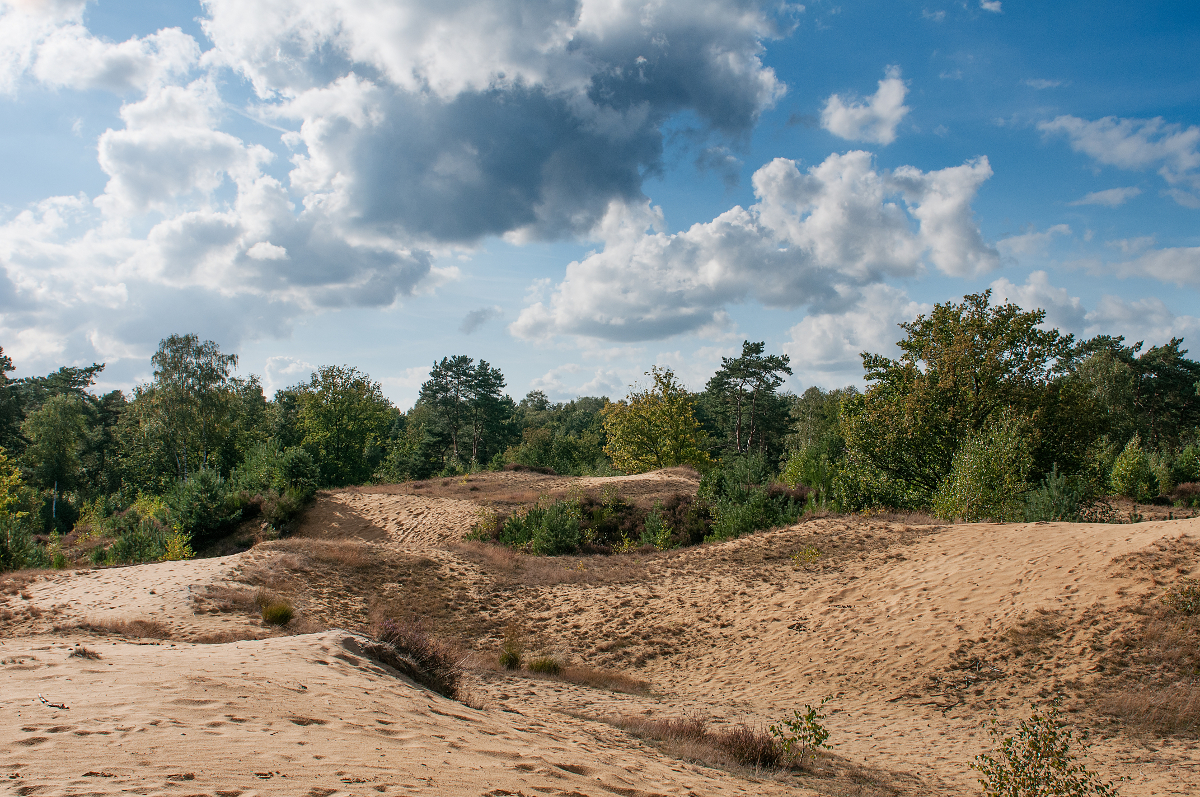
De omgeving van de Oudsberg

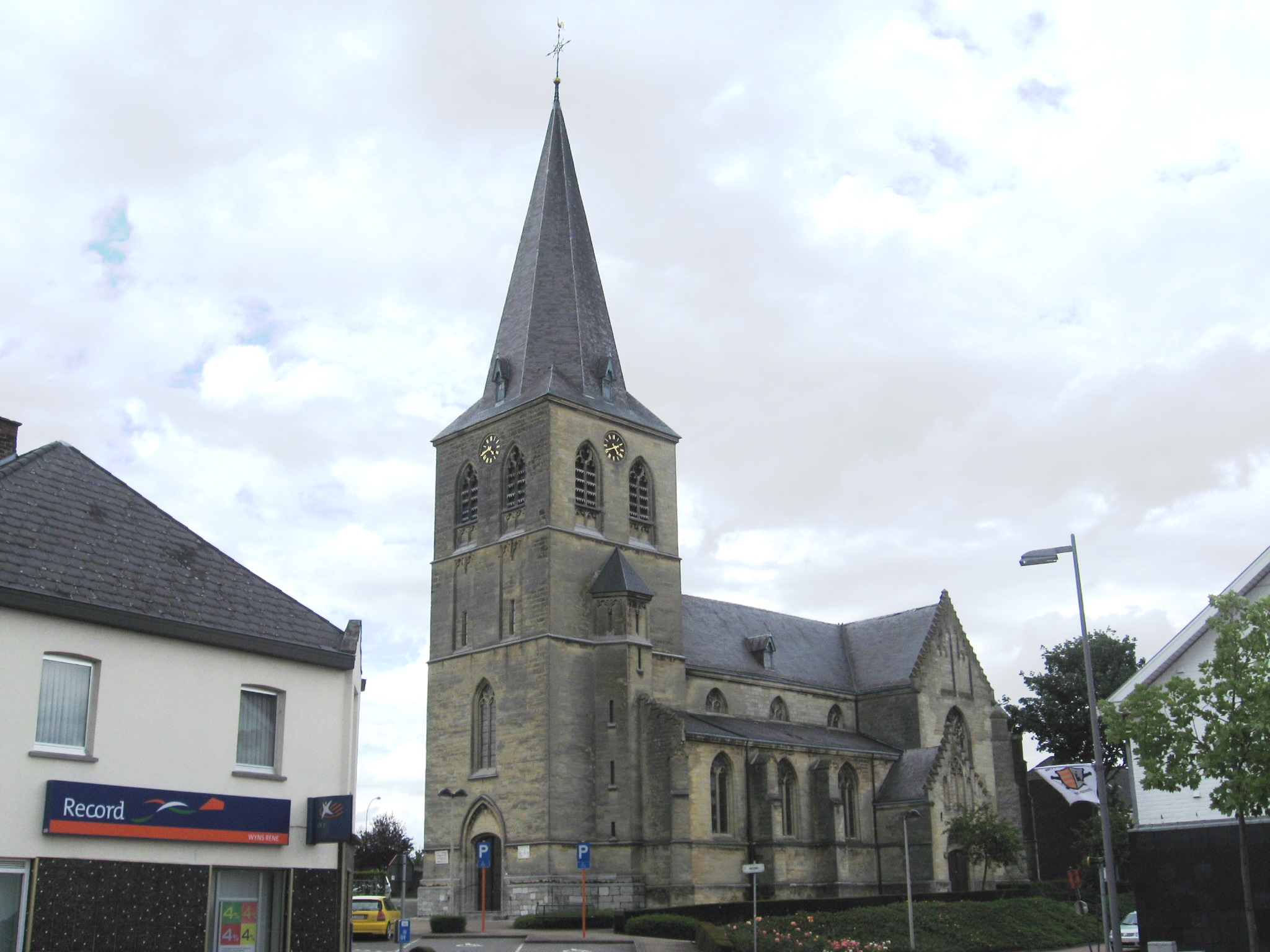
Sint-Gertrudiskerk in Gruitrode

- De Commanderij van Gruitrode die ondergeschikt was aan Alden Biesen
- Het archeologisch park de Rieten, in het gehucht De Rieten, met prehistorische en Romeinse vondsten, waaronder een emmer waarvan een vergrote replica te bezichtigen is bij de Wijshagense kerk.
- De Sint-Gertrudiskerk die in opdracht van Ivan van Cortenbach, commandeur in Gruitrode werd gebouwd.
- De Willibrorduskapel in het gehucht Muisven.
- De Sint-Harlindis en Relindiskerk, uit 1960.
- De Sint-Hubertuskerk stamt grotendeels uit de 13e eeuw.
- De Onze-Lieve-Vrouw-ten-Hemelopnemingkerk is neoromaans en werd gebouwd in 1887-1888. Er is een romaanse doopvont (11de of 12de eeuw) en er zijn ook laatgotische beelden (15de-16de eeuw). Van de kerk zoals ze in 1887-1888 gebouwd is, blijft nu alleen de toren over. In 1968 heeft men de kerk uitgebreid. Van de kerktoren van voor 1887 staat een kopie in het Domein Bokrijk.
- De Sint-Martinuskerk is de parochiekerk van Meeuwen.
- De Sint-Antoniuskapel aan de Genitsstraat is een betreedbare kapel uit eind 18e eeuw met een neoclassicistisch altaar uit begin 19e eeuw.
- De Sint-Brigidakapel aan de Gruitroderbaan is een betreedbare kapel uit 1830, waarin zich een gepolychromeerd houten Sint-Brigidabeeld bevindt uit de tijd van de bouw. Dit was vroeger een bedevaartsoord.
- De Rooiermolen, een watermolen op de Itterbeek, direct over de grens met Opitter.
- De Dorpermolen, een watermolen op de Abeek
- De Berenheidemolen, een watermolen op de Abeek.
- Enkele Kempense langgevelboerderijen.

## Natuur
- Duinengordel

## Sport
In de gemeente werd aan topsport gedaan. Zo is handbalclub DHC Meeuwen (vrouwen) actief in de eredivisie en HHV Meeuwen (heren) in de Superliga. In het zaalvoetbal is ZVK Meeuwen actief in de Eerste klasse van de KBVB-competitie.
Daarnaast telde Meeuwen-Gruitrode vier voetbalclubs in de KBVB-reeksen, alle actief in de provinciale reeksen. KSK Meeuwen (met stamnummer 6240) is actief in 1e provinciale en Sporting Nevok Gruitrode (met stamnummer 5840) in de 2de provinciale reeks; Heidebloem Wijshagen (met stamnummer 6894) en Sporting Ellikom (met stamnummer 7411) beide in de 4de provinciale.
Ten slotte telde de gemeente drie wielerclubs (Cycling Team de Rieten, WTC De Doortrappers en WTC De Zilvermeeuwmet), een tennisclub (TC Soetebeek) atletiekclub (AVT Meeuwen-Gruitrode).
Ook bestaat er een judoclub Judoteam Gruitrode, dat ondertussen is uitgegroeid tot een van de grootste judoclubs van Vlaanderen.

## Bekende inwoners

### Geboren in Meeuwen
- Georges Leekens (1949), oud-voetballer, voetbaltrainer en voormalig bondscoach van het Belgische nationale team
- Jacobus Van Eygen, langstlevende oud-strijder (1914-1918) van de gemeente
- Jan Cornelis Elen (1774-1838), boerenkrijgleider

### Geboren in Gruitrode
- Phil Bosmans (1922-2012), pater/priester, huiskamerfilosoof en oud-voorzitter van de Bond zonder Naam

### Woonachtig in Meeuwen-Gruitrode
- Ludo Philippaerts, ruiter
- Jos Lansink, ruiter
- Koen Vanmechelen, internationaal bekend kunstenaar
- Wendy Bosmans, opvoedster in Supernanny
- Gert Doumen, voetballer
- Stef Peeters, voetballer
- Lode Ceyssens, burgemeester en Vlaams volksvertegenwoordiger

## Jumelage
Meeuwen-Gruitrode ging in augustus 2010 een jumelage aan met Manerba del Garda in Italië, tijdens een bezoek van muziekvereniging 'De Heibloem' aan Manerba del Garda.